# 的臣
的臣（いくはのおみ、生没年不詳）は、欽明天皇代の任那日本府に駐在していた官僚。名は不詳。百済から任那情勢を左右する重要人物と見做されていた。

## 人物
541年、任那日本府の官僚・阿賢移那斯、佐魯麻都と共に新羅と通交し、任那復興を妨げていると百済聖明王から非難されたが、的臣没後に聖明王が奉じた上表文では、善政を布いて任那復興に尽力したと哀悼されている。
任那日本府の組織は、大臣・卿（トップ） - 執事（トップを補佐） - 現地人士（実務を担当）で構成される。大臣・卿及び執事は倭国から派遣されたものであり、現地人士は、派遣されてきた卿等がもともと朝鮮に居留して人脈を築いていた倭系人士を利用価値のある存在と見做して取り込んだものとみられるが、的臣は、倭王権の意向を含んで派遣された卿・執事とみられる。